# فرودگاه وزارت دفاع بریتانیا در سنت آتان
فرودگاه وزارت دفاع بریتانیا در سنت آتان (به انگلیسی: MOD St Athan) یک فرودگاه نظامی با کد یاتا DGX است که یک باند فرود آسفالت دارد و طول باند آن ۱۸۲۸ متر است. این فرودگاه در کشور استرالیا قرار دارد و در ارتفاع ۵۰ متری از سطح دریا واقع شده‌است.